# Anolis sagrei
L'anolide bruno (Anolis sagrei Duméril & Bibron, 1837) è un piccolo sauro della famiglia Dactyloidae.

## Descrizione
L'anolide bruno è lungo da 15 a 20 cm; ricorda molto l'aspetto dell'anolide della Carolina ma, a differenza di quest'ultimo, può variare il proprio colore solo dal marrone al grigio. Entrambi i sessi possiedono il sacco giugulare orlato di bianco che solo i maschi usano nel corteggiamento .

## Biologia
È una specie sia terrestre che arboricola. Tende ad arrampicarsi sui muri e sugli alberi per prendere il sole. Si ciba di mosche e altri insetti.
Ha una vita breve che dura tra i due e i tre anni.
Gli anolidi bruni sono talvolta preda di sauri di dimensioni più grandi oppure di serpenti o uccelli.

### Riproduzione
Gli anolidi bruni sono ovipari. Le femmine depongono un uovo per volta a intervalli frequenti durante il periodo della primavera e dell'estate.

## Distribuzione e habitat
La specie è diffusa in Messico (Yucatán, Campeche), Belize, Guatemala, Honduras, Costa Rica, Cuba, Giamaica, Grenada, Colombia, Venezuela. È stato introdotto e si è naturalizzato alle Hawaii
e in parte degli Stati Uniti (Florida, Georgia, Texas e Louisiana).